# Exopalaemon mani
Exopalaemon mani är en kräftdjursart som först beskrevs av Sollaud 1914.  Exopalaemon mani ingår i släktet Exopalaemon och familjen Palaemonidae. Inga underarter finns listade i Catalogue of Life.